# Імре Чісар
Імре Чісар (нар. 1938 року) — угорський математик, що здійснив значний внесок у розвиток теорії інформації та теорії ймовірностей.

## Походження та навчання
Імре Чісар народився 7 лютого 1938 року в Мішкольці, Угорщина. Він зацікавився математикою ще в середній школі. Адже був натхненний його батьком, який був лісовим інженером та одним з перших, хто використовував математичні методи у своїй діяльності.
Імре вивчав математику в Університеті Етвеш Лоренда в Будапешті.  Він отримав диплом в 1961 році. Потім здобув ступінь доктора філософії (PhD) в 1967 році, а вчений ступінь доктора математичних наук в 1977 році.

## Наукові пошуки
Пізніше, він знаходився під впливом Альфреда Реньї, який був дуже активний в галузі теорії ймовірностей. У 1990 році він був обраний членом-кореспондентом Угорської Академії наук, а в 1995 році він став повноправним членом. Професор Імре Чісар працює в Математичному інституті Угорської
Академії наук з 1961 року. З 1968 року він очолює групу теоретичної інформації, і зараз він очолює кафедру стохастики.
Він також є професором математики в Будапештському університеті. Він провів відвідування професорсько-викладацького складу в різних університетах, включаючи Білефельдський університет у Німеччині (1981), Мерілендський університет (Коледж-Парк) (декілька разів, останній у 1992 році), Стенфордський університет (1982), Вірджинський університет (1985—1986 роки) та інші. Він був запрошеним дослідником до університету Токіо в 1988 році, і в NTT, Японія, в 1994 році.
Він є науковим співробітником Інституту інженерів з електротехніки та електроніки (IEEE), а також членом ряду інших наукових товариств, включаючи Товариство математичної статистики та ймовірності Бернуллі.

## Родина
Імре Чісар одружений і має чотирьох дітей.

## Нагороди
Він отримав декілька академічних нагород, включаючи вищу нагороду Угорської Академії наук у 1981 році за його монографію «Теорія інформації».
У 1988 р. — приз міжнародної організації Товариства теорії інформації (IEEE), а у 2015 році — медаль IEEE від Річарда Хемміна та премію Академії міждисциплінарних досліджень Угорської Академії наук у 1989 році.
У 1996 році він виграв премію Клода Е. Шеннона — найвищу щорічну премію в галузі теорії інформації.